# Vergleich europäischer Verkehrszeichen

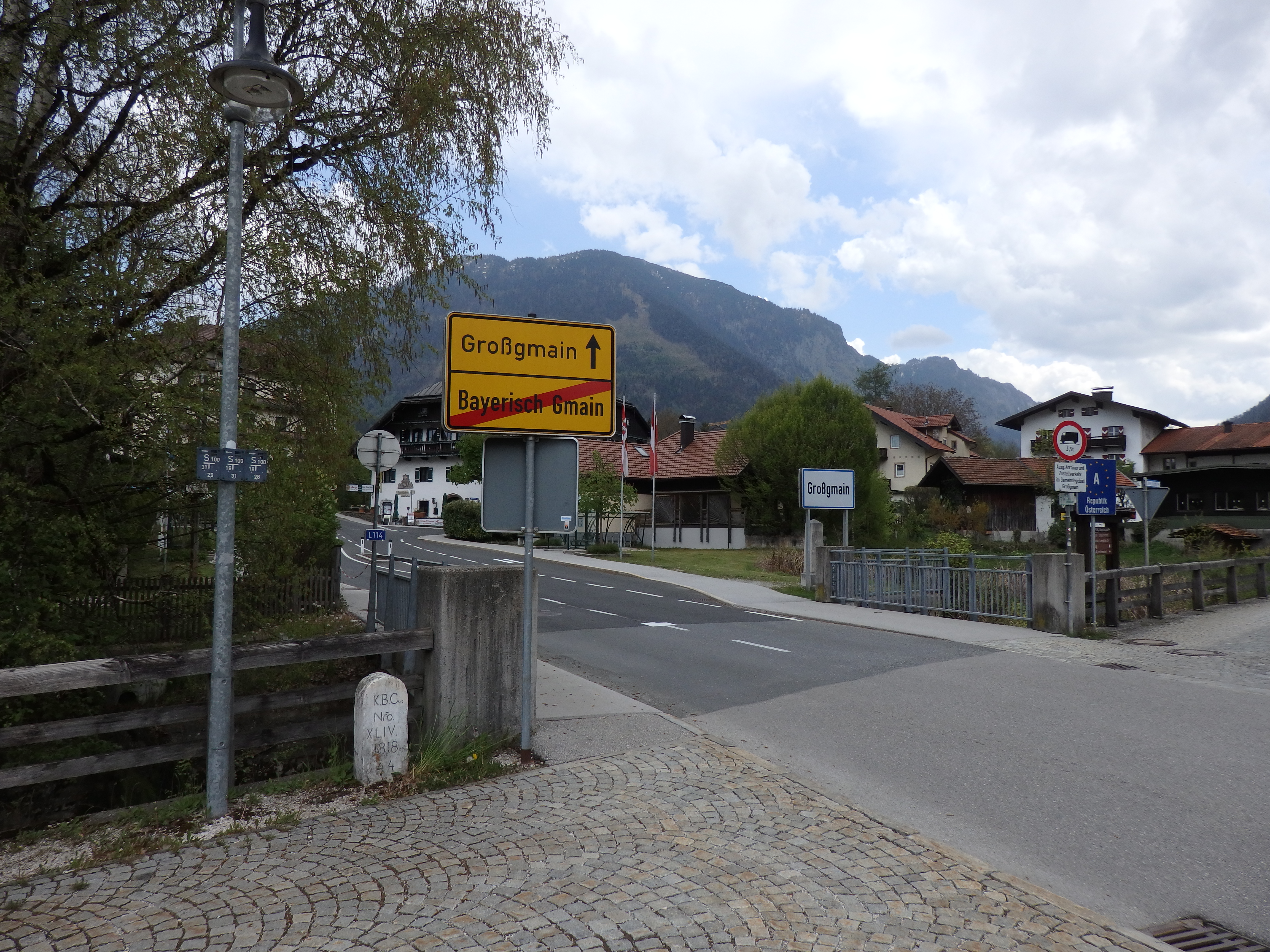
Grenzübergang zwischen Bayerisch Gmain und Großgmain mit deutscher Ortstafel (links) und österreichischen Verkehrszeichen (rechts). Auf der deutschen Seite fehlt zudem die Straßenmarkierung.

Der Vergleich europäischer Verkehrszeichen bezeugt die in vielen Bereichen sehr offensichtliche Ähnlichkeit und Einheitlichkeit der Verkehrszeichen. Diese Standardisierung ist kein Zufall. Schon sehr früh, zu Beginn des automobilen Zeitalters, untersuchten führende Vertreter verschiedener Länder, wie das zu erwartende internationale Verkehrswesen in eine geordnete Bahn gebracht werden könnte. Bereits beim ersten Internationalen Abkommen über den Verkehr mit Kraftfahrzeugen vom 11. Oktober 1909, das in Paris beschlossen wurde, wurden einige Warnungstafeln festgelegt, deren Sinnbilder größtenteils bis heute in Gebrauch sind. Die Ratifizierung dieses Abkommens erfolgte in Deutschland am 1. März 1910.

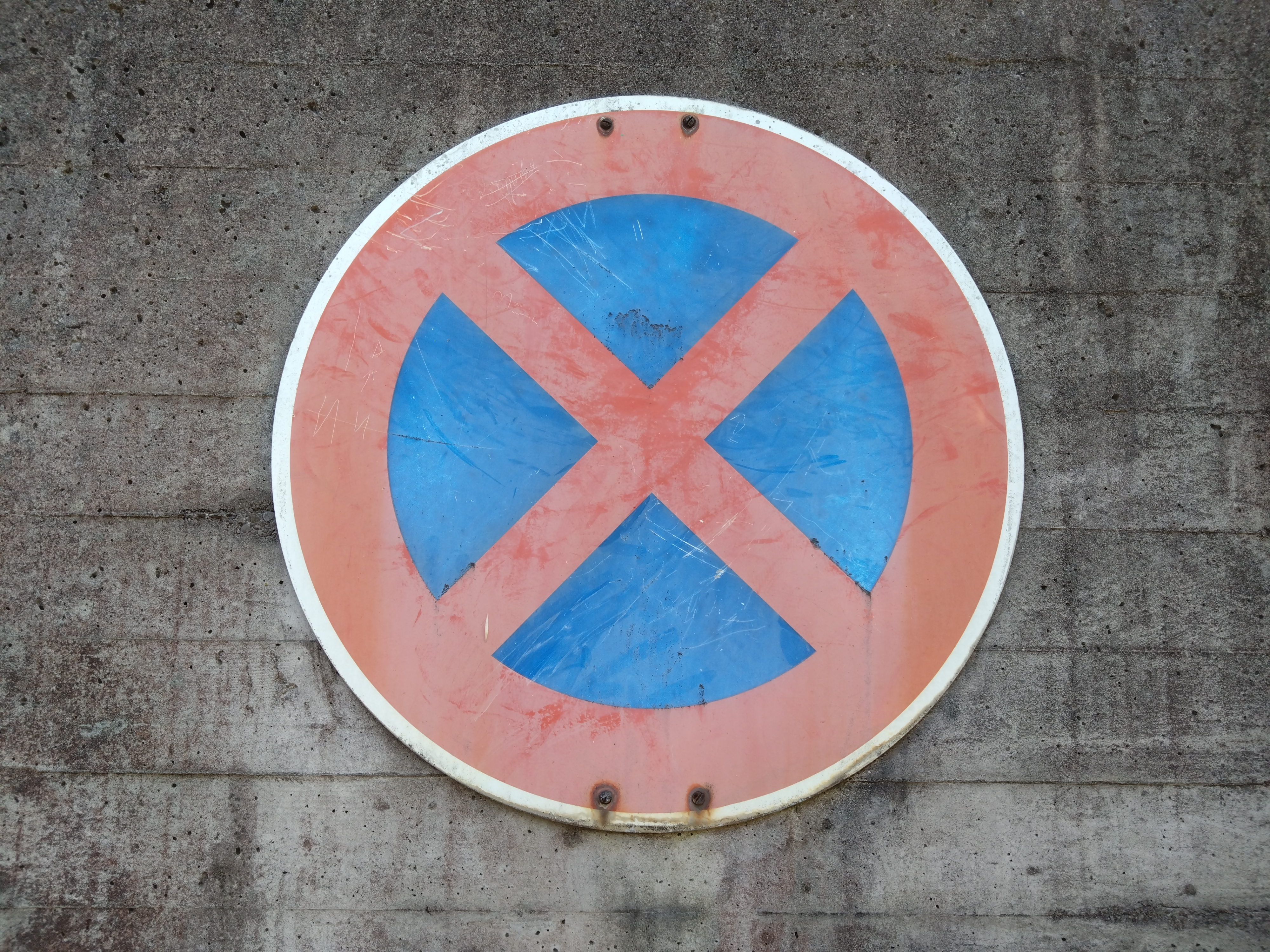
Ein Verkehrszeichen der Bedeutung „Absolutes Haltverbot“, wie es in fast allen europäischen Staaten gängig ist

Da sich die Regularien in der Zeit vor dem Zweiten Weltkrieg in der Folge auf die besagten Warnungstafeln, auf Gebots- und Verbotszeichen sowie diverse Hinweiszeichen bezogen, entstanden rund um die weiteren Verkehrszeichen eigenständige nationale Regelungen. So im Besonderen bei den Wegweisern, den Ortstafeln und bei der Typographie. Dies wird noch heute in einem Vergleich deutlich. Das letzte Abkommen zu den Verkehrszeichen ist das Wiener Übereinkommen über Straßenverkehrszeichen aus dem Jahre 1968.
Der Europäische Wirtschafts- und Sozialausschuss sprach sich 2005 in einer Stellungnahme (unter anderem) für eine weitere Vereinheitlichung der europäischen Verkehrszeichen, Lichtsignalanlagen und Straßenmarkierungen aus. 2018 sprach sich der Ausschuss erneut für eine „schrittweise Vereinheitlichung der geltenden einzelstaatlichen Bestimmungen“ im Bereich der Straßenverkehrssicherheit aus, womit auch Verkehrszeichen gemeint sind.

## Vertragsparteien des Wiener Übereinkommens von 1968
Dem Übereinkommen sind bisher 73 Staaten beigetreten (Stand: 5. September 2023). Unter anderem Australien, die Volksrepublik China und die USA haben das Abkommen nicht unterschrieben.

### Europa
Albanien, Belarus, Belgien, Bosnien und Herzegowina, Bulgarien, Dänemark, Deutschland, Estland, Finnland, Frankreich, Griechenland, Italien, Kroatien, Lettland, Liechtenstein, Litauen, Luxemburg, Republik Moldau, Montenegro, Niederlande, Nordmazedonien, Norwegen, Österreich, Polen, Portugal, Rumänien, Russische Föderation, San Marino, Schweden, Schweiz, Serbien, Slowakei, Slowenien, Tschechische Republik, Türkei, Ukraine, Ungarn.
Nicht beigetreten sind: Andorra, Irland, Island und Malta;
Spanien, die Vatikanstadt und das Vereinigte Königreich haben das Übereinkommen noch nicht ratifiziert.

### Außerhalb Europas

Übereinkommen unterzeichnet
Übereinkommen ratifiziert
Übereinkommen beigetreten oder aus Vorgängerstaat übernommen
Anwendungsbereich des „SADC – Road Traffic Signs Manual“ (SADC-RTSM)
Übereinkommen von SIECA

- Afrika:

Benin, Elfenbeinküste, Demokratische Republik Kongo, Liberia, Marokko, Nigeria, Senegal, Seychellen, Tunesien und die Zentralafrikanische Republik; nicht ratifiziert: Ghana.
- Amerika:

Chile, Guyana und Kuba; nicht ratifiziert: Brasilien, Costa Rica, Ecuador, Mexiko und Venezuela.
- Asien:

Armenien, Aserbaidschan, Bahrain, Georgien, Indien, Irak, Iran, Kasachstan, Kirgisistan, Kuwait, Mongolei, Myanmar, Pakistan, Philippinen, Saudi-Arabien, Tadschikistan, Turkmenistan, Usbekistan, Vereinigte Arabische Emirate, Vietnam und Zypern; nicht ratifiziert: Indonesien, Republik Korea (Südkorea) und Thailand.

## Weitere Übereinkommen
Zusätzlich zum Wiener Übereinkommen über Straßenverkehrszeichen wurde 1971 ein europäisches Zusatzübereinkommen geschlossen, welches die Bestimmungen des Wiener Übereinkommens ergänzt.
Ferner wurde 1973 zu diesem Zusatzübereinkommen ein Protokoll über Straßenmarkierungen geschlossen, welches weitergehende Bestimmungen zu Straßenmarkierungen enthält.

## Die Unterschiede zwischen europäischen Verkehrszeichen

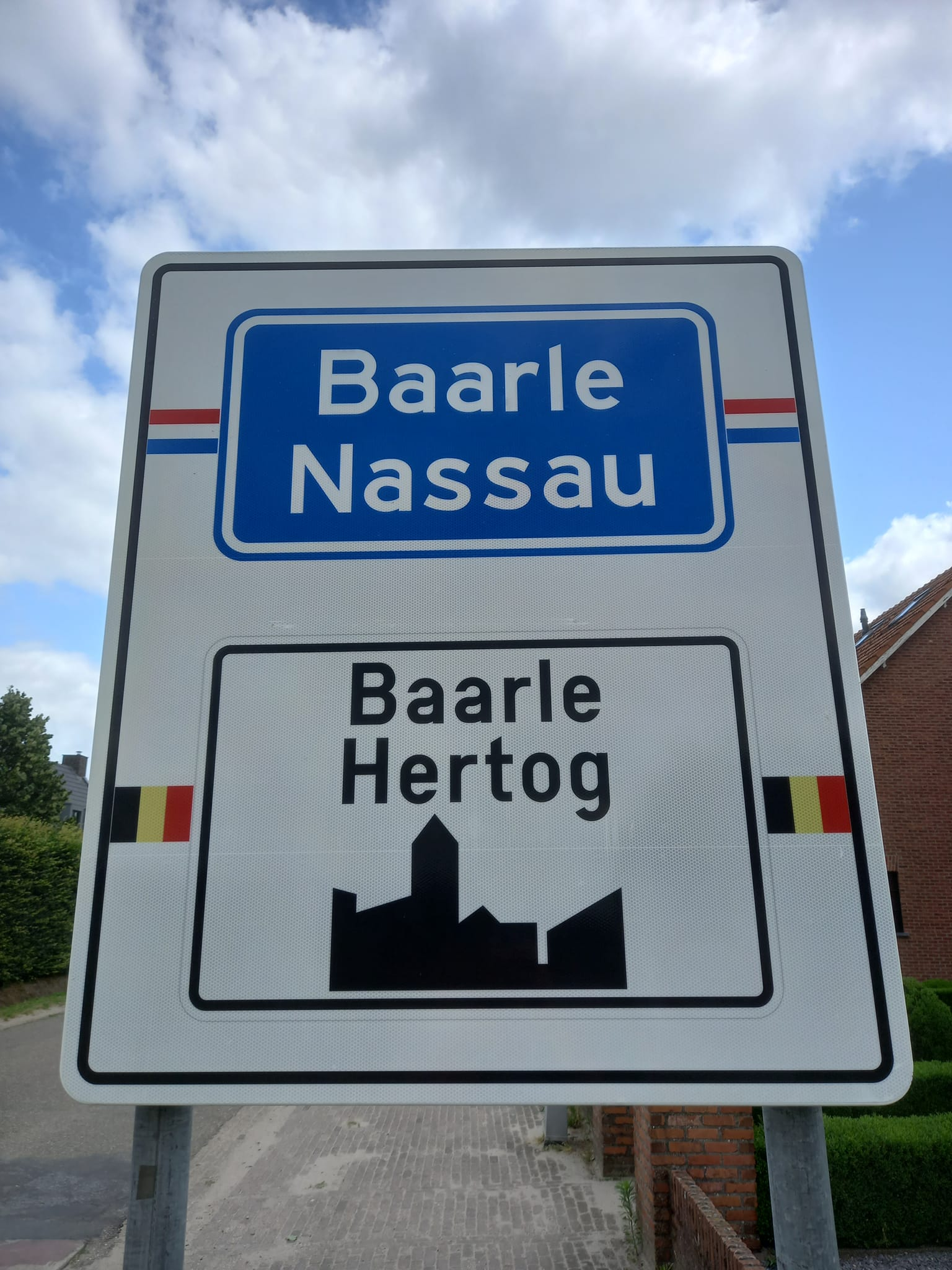
Die beiden Ortstafeln von Baarle auf einer gemeinsamen Trägertafel. Die niederländische Ortstafel von Baarle-Nassau (oben) besitzt weiße Schrift auf blauem Grund, während die belgische Ortstafel von Baarle-Hertog (unten) mit schwarzer Schrift auf weißem Grund ausgeführt ist und zusätzlich ein Piktogramm für „geschlossene Ortschaft“ besitzt. Weitere Unterschiede bestehen in den verwendeten Schriftarten (SNV und eine von Highway Gothic abgeleitete Schrift) und den Rändern.

Trotz dieser Vereinheitlichung bestehen Unterschiede bezüglich der grafischen Darstellung des verwendeten Textes, des verwendeten Farbcodes, und in der Bedeutung der jeweiligen Verkehrszeichen.

### Unterschiede in der Darstellung
- Die Gefahrzeichen in Irland sind rautenförmig („Diamant“) mit gelbem Hintergrund. Sie ähneln den in den USA und in Australien verwendeten Gefahrenzeichen und unterscheiden sich damit deutlich von denen der restlichen europäischen Staaten.
- Einige grafische Zeichen (Tunnel, Fußgänger, Autos etc.) sind unterschiedlich gestaltet.
- Pfeilzeichen sind teils unterschiedlich stark ausgeprägt.
- Teilweise existieren zweisprachige Schilder.

### Unterschiede in den Schriftarten
In allen Staaten wird eine serifenlose Schriftart verwendet:
- Belgien, Bosnien und Herzegowina, Bulgarien, Kroatien, Kosovo, Luxemburg, Montenegro, Nordmazedonien, Rumänien, Serbien und Slowenien verwenden die aus der Schweiz kommende SNV-Schriftart.
- Deutschland, Tschechien, Lettland und Griechenland (auf Autobahnen) verwenden die Schrift DIN 1451.
- Seit 2010 verwendet Österreich, und seit 2014 die Slowakei, die Schriftart Tern. In den Niederlanden wird FHWA verwendet, in der Schweiz Frutiger, in Schweden Tratex und in Frankreich Caractères.

### Unterschiede in der Farbwahl
- Üblicherweise sind Gefahrzeichen dreieckig mit rotem Rand und weißem Hintergrund. In Finnland, Griechenland, Island, Polen und Schweden haben diese Zeichen einen gelben Hintergrund. In anderen Ländern (wie beispielsweise Frankreich und Italien) wird der gelbe Hintergrund nur bei vorübergehend aufgestellten Verkehrszeichen verwendet (z. B. an Baustellen).
- Auch das Zeichen „Vorfahrt gewähren!“ hat in Finnland, Polen und Schweden einen gelben Hintergrund.

### Unterschiede in der Bedeutung
- Manchmal sind die Signale zwar äußerlich ähnlich, besitzen aber eine unterschiedliche Bedeutung (z. B. Verkehrsberuhigter Bereich/Wohnstraße).
- Staaten in Kontinentaleuropa sowie Irland verwenden das metrische Einheitensystem (Entfernungen in Kilometern oder Metern, Geschwindigkeit in km/h, Höhe und Länge in Metern, Gewicht in Tonnen), während im Vereinigten Königreich das angloamerikanische Maßsystem (Meilen, Meilen pro Stunde (mph), Yards, Feet und Inches) verwendet wird.

## Vergleich der Verkehrszeichen europäischer Staaten
Die folgende Tabelle bietet einen Vergleich der Verkehrszeichen von 25 europäischen Staaten. Die Liste zeigt ausschließlich die amtlichen Zeichen aus dem jeweils gültigen Verkehrszeichenkatalogen. Regionale oder private Abweichungen von diesen Katalogen finden keine Erwähnung.
Kleinstaaten
- Andorra verwendet Verkehrszeichen, die den spanischen in Form, Größe und Farbe sehr ähnlich sind.
- Liechtenstein verwendet seit 1936 die schweizerischen Verkehrszeichen (mit einzelnen Abweichungen).
- Monaco verwendet die französischen Verkehrszeichen (mit einzelnen Abweichungen).
- San Marino verwendet die italienischen Verkehrszeichen (mit einzelnen Abweichungen).

Zypern ist kein Kleinstaat und nicht in Europa, alle Verkehrszeichen auf der Insel haben Form, Charakter und Farben, die den entsprechenden britischen und griechischen Zeichen sehr ähnlich sind.

### Warnzeichen (Gefahrzeichen)
| Belgien                                            | Dänemark | Deutschland | Estland     | Finnland | Frankreich | Griechenland | Irland       | Island | Italien | Lettland | Luxemburg | Moldau    | Spanien | Niederlande | Norwegen    | Österreich | Polen      | Portugal | Rumänien | Russland | Schweden | Schweiz  | Serbien | Slowakei | Slowenien | Tschechien | Türkei     | Ukraine | Ungarn  | Vereinigtes Königreich |                        |
| -------------------------------------------------- | -------- | ----------- | ----------- | -------- | ---------- | ------------ | ------------ | ------ | ------- | -------- | --------- | --------- | ------- | ----------- | ----------- | ---------- | ---------- | -------- | -------- | -------- | -------- | -------- | ------- | -------- | --------- | ---------- | ---------- | ------- | ------- | ---------------------- | ---------------------- |
| Kurve                                              |          |             |             |          |            |              |              |        |         |          |           |           |         |             |             |            |            |          |          |          |          |          |         |          |           |            |            |         |         |                        |                        |
| Doppelkurve                                        |          |             |             |          |            |              |              |        |         |          |           |           |         |             |             |            |            |          |          |          |          |          |         |          |           |            |            |         |         |                        |                        |
| Kreuzung mit Vorfahrt/ Vorrang/Vortritt von rechts |          |             |             |          |            |              |              |        |         |          |           |           |         |             |             |            |            |          |          |          |          |          |         |          |           |            |            |         |         |                        |                        |
| Kreuzung mit Vorfahrt/ Vorrang/Vortritt            |          |             |             |          |            |              |              |        |         |          |           |           |         |             |             |            |            |          |          |          |          |          |         |          |           |            |            |         |         |                        |                        |
| Kreisverkehr                                       |          |             |             |          |            |              |              | oder   |         |          |           |           |         |             |             |            |            |          |          |          |          |          |         |          |           |            |            |         |         |                        |                        |
| Ampel/Lichtsignal                                  |          |             |             |          |            |              |              |        |         | oder     |           |           |         |             |             |            |            |          |          |          |          |          |         | oder     |           |            |            |         |         |                        |                        |
| Gegenverkehr                                       |          |             |             | oder     |            |              |              | oder   |         |          |           |           |         |             |             |            |            |          |          |          |          |          |         |          |           |            |            |         |         |                        | oder                   |
| Stau                                               |          |             |             |          |            |              |              |        |         |          |           |           |         |             |             |            |            |          |          |          |          |          |         |          |           |            |            |         |         |                        |                        |
| Steigung                                           |          |             |             |          |            |              |              |        |         |          |           |           |         |             |             |            |            |          |          |          |          |          |         |          |           |            |            |         |         |                        |                        |
| Gefährliches Gefälle                               |          |             |             |          |            |              |              |        |         |          |           |           |         |             |             |            |            |          |          |          |          |          |         |          |           |            |            |         |         |                        |                        |
|                                                    | Belgien  | Dänemark    | Deutschland | Estland  | Finnland   | Frankreich   | Griechenland | Irland | Island  | Italien  | Lettland  | Luxemburg | Moldau  | Spanien     | Niederlande | Norwegen   | Österreich | Polen    | Portugal | Rumänien | Russland | Schweden | Schweiz | Serbien  | Slowakei  | Slowenien  | Tschechien | Türkei  | Ukraine | Ungarn                 | Vereinigtes Königreich |
| Fußgänger-übergang/-streifen                       |          |             |             |          |            |              |              |        |         |          |           |           |         |             |             |            |            |          |          |          |          |          |         |          |           |            |            |         |         |                        |                        |
| Fußgänger                                          |          |             |             |          |            |              |              |        |         |          |           |           |         |             |             |            |            |          |          |          |          |          |         |          |           |            |            |         |         |                        |                        |
| Kinder                                             |          |             |             |          |            |              |              |        |         |          |           |           |         |             |             |            |            |          |          |          |          |          |         |          |           |            |            |         |         |                        |                        |
| Radfahrer                                          |          |             |             |          |            |              |              |        |         |          |           |           |         |             |             |            |            |          |          |          |          |          |         |          |           |            |            |         |         |                        |                        |
| Tiere                                              |          |             |             |          |            |              |              |        |         |          |           |           |         |             |             |            |            |          |          |          |          |          |         |          |           |            |            |         |         |                        |                        |
| Wildwechsel                                        |          |             |             |          |            |              |              |        |         |          |           |           |         |             |             |            |            |          |          |          |          |          |         |          |           |            |            |         |         |                        |                        |
| Verengte Fahrbahn                                  |          |             |             |          |            |              |              |        |         |          |           |           |         |             |             |            |            |          |          |          |          |          |         |          |           |            |            |         |         |                        |                        |
| Unebene Fahrbahn                                   |          |             |             |          |            |              |              |        |         |          |           |           |         |             |             |            |            |          |          |          |          |          |         |          |           |            |            |         |         |                        |                        |
| Bodenwelle                                         |          |             |             |          |            |              |              |        |         |          |           |           |         |             |             |            |            |          |          |          |          |          |         |          |           |            |            |         |         |                        |                        |
| Mulde                                              |          |             |             |          |            |              |              |        |         |          |           |           |         |             |             |            |            |          |          |          |          |          |         |          |           |            |            |         |         |                        |                        |
|                                                    | Belgien  | Dänemark    | Deutschland | Estland  | Finnland   | Frankreich   | Griechenland | Irland | Island  | Italien  | Lettland  | Luxemburg | Moldau  | Spanien     | Niederlande | Norwegen   | Österreich | Polen    | Portugal | Rumänien | Russland | Schweden | Schweiz | Serbien  | Slowakei  | Slowenien  | Tschechien | Türkei  | Ukraine | Ungarn                 | Vereinigtes Königreich |
| Schleudergefahr                                    |          |             |             |          |            |              |              |        |         |          |           |           |         |             |             |            |            |          |          |          |          |          |         |          |           |            |            |         |         |                        |                        |
| Splitt oder Schotter                               |          |             |             |          |            |              |              |        |         |          |           |           |         |             |             |            |            |          |          |          |          |          |         |          |           |            |            |         |         |                        |                        |
| Schwacher Straßenrand                              |          |             |             |          |            |              |              |        |         |          |           |           |         |             |             |            |            |          |          |          |          |          |         |          |           |            |            |         |         |                        |                        |
| Eis- und Schneeglätte                              |          |             |             |          |            |              |              |        |         |          |           |           |         |             |             |            |            |          |          |          |          |          |         |          |           |            |            |         |         |                        |                        |
| Nebel                                              |          |             |             |          |            |              |              |        |         |          |           |           |         |             |             |            |            |          |          |          |          |          |         |          |           |            |            |         |         |                        |                        |
| Steinschlag                                        |          |             |             |          |            |              |              |        |         |          |           |           |         |             |             |            |            |          |          |          |          |          |         |          |           |            |            |         |         |                        |                        |
| Seitenwind                                         |          |             |             |          |            |              |              |        |         |          |           |           |         |             |             |            |            |          |          |          |          |          |         |          |           |            |            |         |         |                        |                        |
| Ufer                                               |          |             |             |          |            |              |              |        |         |          |           |           |         |             |             |            |            |          |          |          |          |          |         |          |           |            |            |         |         | oder                   | oder                   |
| Bewegliche Brücke                                  |          |             |             |          |            |              |              |        |         |          |           |           |         |             |             |            |            |          |          |          |          |          |         |          |           |            |            |         |         |                        |                        |
| Tunnel                                             |          |             |             |          |            |              |              |        |         |          |           |           |         |             |             |            |            |          |          |          |          |          |         |          |           |            |            |         |         |                        |                        |
|                                                    | Belgien  | Dänemark    | Deutschland | Estland  | Finnland   | Frankreich   | Griechenland | Irland | Island  | Italien  | Lettland  | Luxemburg | Moldau  | Spanien     | Niederlande | Norwegen   | Österreich | Polen    | Portugal | Rumänien | Russland | Schweden | Schweiz | Serbien  | Slowakei  | Slowenien  | Tschechien | Türkei  | Ukraine | Ungarn                 | Vereinigtes Königreich |
| Flugbetrieb                                        |          | oder        |             |          |            |              |              |        |         |          |           |           |         |             |             |            |            |          |          |          |          | oder     |         |          |           |            |            |         |         |                        | oder                   |
| Straßenbahn                                        |          |             |             |          |            |              |              |        |         |          |           |           |         |             |             |            |            |          |          |          |          |          |         |          |           |            |            |         |         |                        |                        |
| Beschrankter Bahnübergang                          |          |             |             |          |            |              |              | oder   |         |          |           |           |         |             |             |            |            |          |          |          |          |          |         |          |           |            |            |         |         |                        |                        |
| Unbeschrankter Bahnübergang                        |          |             |             |          |            |              |              |        |         |          |           |           |         |             |             |            |            |          |          |          |          |          |         |          |           |            |            |         |         |                        |                        |
| Baustelle                                          |          |             |             |          |            |              |              |        |         |          |           |           |         |             |             |            |            |          |          |          |          |          |         |          |           |            |            |         |         |                        |                        |
| Andere Gefahren                                    |          |             |             |          |            |              |              |        |         |          |           |           |         |             |             |            |            |          |          |          |          |          |         |          |           |            |            |         |         |                        |                        |
|                                                    | Belgien  | Dänemark    | Deutschland | Estland  | Finnland   | Frankreich   | Griechenland | Irland | Island  | Italien  | Lettland  | Luxemburg | Moldau  | Spanien     | Niederlande | Norwegen   | Österreich | Polen    | Portugal | Rumänien | Russland | Schweden | Schweiz | Serbien  | Slowakei  | Slowenien  | Tschechien | Türkei  | Ukraine | Ungarn                 | Vereinigtes Königreich |

### Verbotszeichen (Vorschriftzeichen)
|                                                                                     | Belgien | Dänemark | Deutschland | Estland | Finnland | Frankreich | Griechenland | Irland | Island | Italien | Lettland | Luxemburg | Moldau | Spanien | Niederlande | Norwegen | Österreich | Polen            | Portugal | Rumänien | Russland | Schweden | Schweiz | Serbien | Slowakei | Slowenien | Tschechien | Türkei       | Ukraine | Ungarn | Vereinigtes Königreich |
| ----------------------------------------------------------------------------------- | ------- | -------- | ----------- | ------- | -------- | ---------- | ------------ | ------ | ------ | ------- | -------- | --------- | ------ | ------- | ----------- | -------- | ---------- | ---------------- | -------- | -------- | -------- | -------- | ------- | ------- | -------- | --------- | ---------- | ------------ | ------- | ------ | ---------------------- |
| Einfahrtsverbot                                                                     |         |          |             |         |          |            |              | oder   |        |         |          |           |        |         |             |          |            |                  |          |          |          |          |         |         |          |           |            |              |         |        |                        |
| Allgemeines Fahrverbot                                                              |         |          |             |         |          |            |              |        |        |         |          |           |        |         |             |          |            |                  |          |          |          |          |         |         |          |           |            |              |         |        |                        |
| Verbot für Autos und Motorräder (Mofas je nach Land bzw. Ausgestaltung des Zeichen) |         |          |             |         |          |            |              |        |        |         |          |           |        |         |             |          |            |                  |          |          |          |          |         |         |          |           |            |              |         |        |                        |
| Verbot für Autos                                                                    |         |          |             |         |          |            |              |        |        |         |          |           |        |         |             |          |            |                  |          |          |          |          |         |         |          |           |            |              |         |        |                        |
| Verbot für Motorräder                                                               |         |          |             |         |          |            |              |        |        |         |          |           |        |         |             |          |            |                  |          |          |          |          |         |         |          |           |            |              |         |        |                        |
| Verbot für Mopeds bzw. Mofas                                                        |         |          |             |         |          |            |              |        |        |         |          |           |        |         |             |          |            |                  |          |          |          |          |         |         |          |           |            |              |         |        |                        |
| Verbot für Fahrräder (teils auch Motorfahrräder)                                    |         |          |             |         |          |            |              |        |        |         |          |           |        |         |             |          |            |                  |          |          |          |          |         |         |          |           |            |              |         |        |                        |
| Verbot für Nutzfahrzeuge                                                            |         |          |             |         |          |            |              |        |        |         |          |           |        |         |             |          |            |                  |          |          |          |          |         |         |          |           |            |              |         |        |                        |
| Verbot für Autobusse                                                                |         |          |             |         |          |            |              |        |        |         |          |           |        |         |             |          |            |                  |          |          |          |          |         |         |          |           |            |              |         |        |                        |
| Verbot für Anhänger                                                                 |         |          | oder        |         |          |            | oder         |        |        |         |          | oder      |        |         |             |          | oder       | oder             | oder     |          |          |          | oder    | oder    |          | oder      |            |              |         | oder   | (Wohn-wagen)           |
|                                                                                     | Belgien | Dänemark | Deutschland | Estland | Finnland | Frankreich | Griechenland | Irland | Island | Italien | Lettland | Luxemburg | Moldau | Spanien | Niederlande | Norwegen | Österreich | Polen            | Portugal | Rumänien | Russland | Schweden | Schweiz | Serbien | Slowakei | Slowenien | Tschechien | Türkei       | Ukraine | Ungarn | Vereinigtes Königreich |
| Verbot für landwirtschaftliche Fahrzeuge                                            |         |          |             |         |          |            |              |        |        |         |          |           |        |         |             |          |            |                  |          |          |          |          |         |         |          |           |            |              |         |        |                        |
| Verbot für Gespannfuhrwerke                                                         |         |          |             |         |          |            |              |        |        |         |          |           |        |         |             |          |            |                  |          |          |          |          |         |         |          |           |            |              |         |        |                        |
| Verbot für Kraftfahrzeuge mit gefährlichen Gütern                                   |         |          |             |         |          |            |              |        |        |         |          |           |        |         |             |          |            |                  |          |          |          |          |         |         |          |           |            |              |         |        |                        |
| Verbot für Kraftfahrzeuge mit wassergefährdender Ladung                             |         |          |             |         |          |            |              |        |        |         |          |           |        |         |             |          |            |                  |          |          |          |          |         |         |          |           |            |              |         |        |                        |
| Verbot für Kraftfahrzeuge mit Sprengstoff                                           |         |          |             |         |          |            |              |        |        |         |          |           |        |         |             |          |            |                  |          |          |          |          |         |         |          |           |            |              |         |        |                        |
| Höchsthöhe                                                                          |         |          |             |         |          |            |              |        |        |         |          |           |        |         |             |          |            |                  |          |          |          |          |         |         |          |           |            |              |         |        |                        |
| Höchstbreite                                                                        |         |          |             |         |          |            |              |        |        |         |          |           |        |         |             |          |            |                  |          |          |          |          |         |         |          |           |            |              |         |        |                        |
| Höchstlänge                                                                         |         |          |             |         |          |            |              |        |        |         |          |           |        |         |             |          | oder       |                  |          |          |          |          |         |         |          |           |            |              |         |        |                        |
| Höchstgewicht                                                                       |         |          |             |         |          |            |              |        |        |         |          |           |        |         |             |          |            |                  |          |          |          |          |         |         |          |           |            |              |         |        |                        |
| Höchstgewicht pro Achse                                                             |         | oder     |             | oder    | oder     |            |              |        |        |         |          |           |        |         |             | oder     |            |                  |          | oder     |          | oder     |         |         |          |           |            |              |         |        |                        |
|                                                                                     | Belgien | Dänemark | Deutschland | Estland | Finnland | Frankreich | Griechenland | Irland | Island | Italien | Lettland | Luxemburg | Moldau | Spanien | Niederlande | Norwegen | Österreich | Polen            | Portugal | Rumänien | Russland | Schweden | Schweiz | Serbien | Slowakei | Slowenien | Tschechien | Türkei       | Ukraine | Ungarn | Vereinigtes Königreich |
| Halt(e)verbot                                                                       |         |          |             |         |          |            |              |        |        |         |          |           |        |         |             |          |            |                  |          |          |          |          |         |         |          |           |            |              |         |        |                        |
| Parken verboten                                                                     |         |          |             |         |          |            |              |        |        |         |          |           |        |         |             |          |            |                  |          |          |          |          |         |         |          |           |            |              |         |        |                        |
| Parkverbotszone                                                                     |         |          |             |         |          |            |              |        |        |         |          |           |        |         |             |          |            |                  |          |          |          |          |         |         |          |           |            |              |         |        |                        |
| Überholverbot                                                                       |         |          |             |         |          |            |              |        |        |         |          |           |        |         |             |          |            |                  |          |          |          |          |         |         |          |           |            |              |         |        |                        |
| Überholverbot für Nutzfahrzeuge                                                     |         |          |             |         |          |            |              |        |        |         |          |           |        |         |             |          |            |                  |          |          |          |          |         |         |          |           |            |              |         |        |                        |
| Ab- / Einbiegen nach rechts verboten                                                |         |          |             |         |          |            |              |        |        |         |          |           |        |         |             |          |            |                  |          |          |          |          |         |         |          |           |            |              |         |        |                        |
| Ab- / Einbiegen nach links verboten                                                 |         |          |             |         |          |            |              |        |        |         |          |           |        |         |             |          |            |                  |          |          |          |          |         |         |          |           |            |              |         |        |                        |
| Wendeverbot                                                                         |         |          |             |         |          |            |              |        |        |         |          |           |        |         |             |          |            |                  |          |          |          |          |         |         |          |           |            |              |         |        |                        |
| Verbot des Unterschreitens des angegebenen Mindestabstandes                         |         |          |             |         |          |            |              |        |        |         |          |           |        |         |             |          |            | (nur in Tunneln) |          |          |          |          |         |         |          |           |            |              |         | oder   |                        |
| Hupverbot                                                                           |         |          |             |         |          |            |              |        |        |         |          |           |        |         |             |          |            |                  |          |          |          |          |         |         |          |           |            |              |         |        |                        |
|                                                                                     | Belgien | Dänemark | Deutschland | Estland | Finnland | Frankreich | Griechenland | Irland | Island | Italien | Lettland | Luxemburg | Moldau | Spanien | Niederlande | Norwegen | Österreich | Polen            | Portugal | Rumänien | Russland | Schweden | Schweiz | Serbien | Slowakei | Slowenien | Tschechien | Türkei       | Ukraine | Ungarn | Vereinigtes Königreich |
| Verbot für Fußgänger                                                                |         |          |             |         |          |            |              |        |        |         |          |           |        |         |             |          |            |                  |          |          |          |          |         |         |          |           |            |              |         |        |                        |
| Höchstgeschwindigkeit / Geschwindigkeitslimitierung                                 |         |          |             |         |          |            |              |        |        |         |          |           |        |         |             |          |            |                  |          |          |          |          |         |         |          |           |            |              |         |        |                        |
| Ende der Geschwindigkeitslimitierung                                                |         |          |             |         |          |            |              |        |        |         |          |           |        |         |             |          |            |                  |          |          |          |          |         |         |          |           |            |              |         |        |                        |
| Zonengeschwindigkeit                                                                |         |          |             |         | oder     |            |              |        |        |         |          |           |        |         |             |          |            |                  |          |          |          |          |         |         |          |           |            | (Schul-zone) |         |        |                        |
| Ende der Zonengeschwindigkeit                                                       |         |          |             |         |          |            |              |        |        |         |          |           |        |         |             |          |            |                  |          |          |          |          |         |         |          |           |            | (Schul-zone) |         |        |                        |
| Ende des Überholverbotes                                                            |         |          |             |         |          |            |              |        |        |         |          |           |        |         |             |          |            |                  |          |          |          |          |         |         |          |           |            |              |         |        |                        |
| Ende sämtlicher Streckenverbote bzw. Limitierungen                                  |         |          |             |         |          |            |              |        |        |         |          |           |        |         |             |          |            |                  |          |          |          |          |         |         |          |           |            |              |         |        |                        |
|                                                                                     | Belgien | Dänemark | Deutschland | Estland | Finnland | Frankreich | Griechenland | Irland | Island | Italien | Lettland | Luxemburg | Moldau | Spanien | Niederlande | Norwegen | Österreich | Polen            | Portugal | Rumänien | Russland | Schweden | Schweiz | Serbien | Slowakei | Slowenien | Tschechien | Türkei       | Ukraine | Ungarn | Vereinigtes Königreich |

### Vorgeschriebene Fahrtrichtung oder Spur (Vorschriftzeichen)
|                                   | Belgien | Dänemark | Deutschland | Estland | Finnland | Frankreich | Griechenland | Irland | Island | Italien | Lettland | Luxemburg | Moldau | Spanien | Niederlande | Norwegen | Österreich | Polen | Portugal | Rumänien | Russland | Schweden | Schweiz | Serbien | Slowakei | Slowenien | Tschechien | Türkei | Ukraine | Ungarn | Vereinigtes Königreich |
| --------------------------------- | ------- | -------- | ----------- | ------- | -------- | ---------- | ------------ | ------ | ------ | ------- | -------- | --------- | ------ | ------- | ----------- | -------- | ---------- | ----- | -------- | -------- | -------- | -------- | ------- | ------- | -------- | --------- | ---------- | ------ | ------- | ------ | ---------------------- |
| Geradeaus                         |         |          |             |         |          |            |              |        |        |         |          |           |        |         |             |          |            |       |          |          |          |          |         |         |          |           |            |        |         |        |                        |
| Rechts abbiegen                   |         |          |             |         |          |            |              |        |        |         |          |           |        |         |             |          |            |       |          |          |          |          |         |         |          |           |            |        |         |        |                        |
|                                   |         |          |             |         |          |            |              |        |        |         |          |           |        |         |             |          |            |       |          |          |          |          |         |         |          |           |            |        |         |        |                        |
| Geradeaus oder rechts abbiegen    |         |          |             |         |          |            |              |        |        |         |          |           |        |         |             |          |            |       |          |          |          |          |         |         |          |           |            |        |         |        |                        |
| Kreisverkehr                      |         |          |             |         |          |            |              |        |        |         |          |           |        |         |             |          |            |       |          |          |          |          |         |         |          |           |            |        |         |        |                        |
| Rechts/links vorbei/umfahren      |         |          |             |         |          |            |              |        |        |         |          |           |        |         |             |          |            |       |          |          |          |          |         |         |          |           |            |        |         |        |                        |
| Rechts oder links vorbei/umfahren |         |          |             |         |          |            |              |        |        |         |          |           |        |         |             |          |            |       |          |          |          |          |         |         |          |           |            |        |         |        |                        |
| Einbahnstraße                     |         |          |             |         |          |            |              |        |        |         |          |           |        |         |             |          |            |       |          |          |          |          |         |         |          |           |            |        |         |        |                        |
|                                   |         |          |             |         |          |            |              |        |        |         |          |           |        |         |             |          |            |       |          |          |          |          |         |         |          |           |            |        |         |        |                        |
|                                   | Belgien | Dänemark | Deutschland | Estland | Finnland | Frankreich | Griechenland | Irland | Island | Italien | Lettland | Luxemburg | Moldau | Spanien | Niederlande | Norwegen | Österreich | Polen | Portugal | Rumänien | Russland | Schweden | Schweiz | Serbien | Slowakei | Slowenien | Tschechien | Türkei | Ukraine | Ungarn | Vereinigtes Königreich |
| Fußweg                            |         |          |             |         |          |            |              |        |        |         |          |           |        |         |             |          |            |       |          |          |          |          |         |         |          |           |            |        |         |        |                        |
| Radweg                            |         |          |             |         |          |            |              |        |        |         |          |           |        |         |             |          |            |       |          |          |          |          |         |         |          |           |            |        |         |        |                        |
| Fuß- und Radweg                   |         |          |             |         |          |            |              |        |        |         |          |           |        |         |             |          |            |       |          |          |          |          |         |         |          |           |            |        |         |        |                        |
| Getrennter Fuß- und Radweg        |         |          |             |         |          |            |              |        |        |         |          |           |        |         |             |          |            |       |          |          |          |          |         |         |          |           |            |        |         |        |                        |
| Reitweg                           |         |          |             |         |          |            |              |        |        |         |          |           |        |         |             |          |            |       |          |          |          |          |         |         |          |           |            |        |         |        |                        |
|                                   | Belgien | Dänemark | Deutschland | Estland | Finnland | Frankreich | Griechenland | Irland | Island | Italien | Lettland | Luxemburg | Moldau | Spanien | Niederlande | Norwegen | Österreich | Polen | Portugal | Rumänien | Russland | Schweden | Schweiz | Serbien | Slowakei | Slowenien | Tschechien | Türkei | Ukraine | Ungarn | Vereinigtes Königreich |

### Weitere Vorschriftzeichen
|                                                      | Belgien | Dänemark | Deutschland | Estland | Finnland | Frankreich | Griechenland | Irland | Island | Italien | Lettland | Luxemburg | Moldau | Spanien | Niederlande | Norwegen | Österreich | Polen | Portugal | Rumänien | Russland | Schweden | Schweiz | Serbien | Slowakei | Slowenien | Tschechien | Türkei | Ukraine | Ungarn | Vereinigtes Königreich |
| ---------------------------------------------------- | ------- | -------- | ----------- | ------- | -------- | ---------- | ------------ | ------ | ------ | ------- | -------- | --------- | ------ | ------- | ----------- | -------- | ---------- | ----- | -------- | -------- | -------- | -------- | ------- | ------- | -------- | --------- | ---------- | ------ | ------- | ------ | ---------------------- |
| Halt                                                 |         |          |             |         |          |            |              |        |        |         |          |           |        |         |             |          |            |       |          |          |          |          |         |         |          |           |            |        |         |        |                        |
| Vorfahrt gewähren                                    |         |          |             |         |          |            |              | oder   |        |         |          |           |        |         |             |          |            |       |          |          |          |          |         |         |          |           |            |        |         |        | oder                   |
| Dem Gegenverkehr Vorrang/ Vorfahrt/Vortritt gewähren |         |          |             |         |          |            |              |        |        |         |          |           |        |         |             |          |            |       |          |          |          |          |         |         |          |           |            |        |         |        |                        |
| Bahnübergang                                         |         |          |             |         |          |            |              |        |        |         |          |           |        |         |             |          |            |       |          |          |          |          |         |         |          |           |            |        |         |        |                        |
| Bahnübergang (mehrgleisig)                           |         |          |             |         |          |            |              |        |        |         |          |           |        |         |             |          |            |       |          |          |          |          |         |         |          |           |            |        |         |        |                        |
| Bushaltestelle                                       |         |          |             |         |          |            |              | oder   |        |         |          |           |        |         | oder        |          |            |       |          |          |          |          |         |         |          |           |            |        |         |        |                        |
| Mindest-geschwindigkeit                              |         |          |             |         |          |            |              |        |        |         |          |           |        |         |             |          |            |       |          |          |          |          |         |         |          |           |            |        |         |        |                        |
| Ende der Mindest-geschwindigkeit                     |         |          |             |         |          |            |              |        |        |         |          |           |        |         |             |          |            |       |          |          |          |          |         |         |          |           |            |        |         |        |                        |
| Richtgeschwindigkeit/ Empfohlene Geschwindigkeit     |         |          |             |         |          |            |              |        |        |         |          |           |        |         |             |          |            |       |          |          |          |          |         |         |          |           |            |        |         |        |                        |
|                                                      | Belgien | Dänemark | Deutschland | Estland | Finnland | Frankreich | Griechenland | Irland | Island | Italien | Lettland | Luxemburg | Moldau | Spanien | Niederlande | Norwegen | Österreich | Polen | Portugal | Rumänien | Russland | Schweden | Schweiz | Serbien | Slowakei | Slowenien | Tschechien | Türkei | Ukraine | Ungarn | Vereinigtes Königreich |

### Hinweisschilder (Richtzeichen)
|                                              | Belgien | Dänemark | Deutschland | Estland | Finnland | Frankreich | Griechenland | Irland | Island | Italien | Lettland | Luxemburg | Moldau | Spanien | Niederlande | Norwegen | Österreich | Polen | Portugal | Rumänien | Russland | Schweden | Schweiz | Serbien | Slowakei | Slowenien | Tschechien | Türkei | Ukraine | Ungarn | Vereinigtes Königreich |
| -------------------------------------------- | ------- | -------- | ----------- | ------- | -------- | ---------- | ------------ | ------ | ------ | ------- | -------- | --------- | ------ | ------- | ----------- | -------- | ---------- | ----- | -------- | -------- | -------- | -------- | ------- | ------- | -------- | --------- | ---------- | ------ | ------- | ------ | ---------------------- |
| Vorfahrtstraße/ Vorrangstraße                |         |          |             |         |          |            |              |        |        |         |          |           |        |         |             |          |            |       |          |          |          |          |         |         |          |           |            |        |         |        |                        |
| Ende der Vorfahrtstraße/ Vorrangstraße       |         |          |             |         |          |            |              |        |        |         |          |           |        |         |             |          |            |       |          |          |          |          |         |         |          |           |            |        |         |        |                        |
| Vorrang/ Vorfahrt/ Vortritt dem Gegenverkehr |         |          |             |         |          |            |              |        |        |         |          |           |        |         |             |          |            |       |          |          |          |          |         |         |          |           |            |        |         |        |                        |
| Parkplatz                                    |         |          |             |         |          |            |              |        |        |         |          |           |        |         |             |          |            |       |          |          |          |          |         |         |          |           |            |        |         |        |                        |
| Verkehrsberuhigter Bereich                   |         |          |             |         |          |            |              |        |        |         |          |           |        |         |             |          | oder       |       |          |          |          |          | oder    |         |          |           |            |        |         |        |                        |
| Tunnel                                       |         |          |             |         |          |            |              |        |        | oder    |          |           |        |         |             |          |            |       |          |          |          |          |         |         | oder     |           |            | oder   |         |        |                        |
| Autostraße                                   |         |          |             |         |          |            |              |        |        |         |          |           |        |         |             |          |            |       |          |          |          |          |         |         |          |           |            |        |         |        |                        |
| Autobahn                                     |         |          |             |         |          |            |              |        |        |         |          |           |        |         |             |          |            |       |          |          |          |          |         |         |          |           |            |        |         |        |                        |
| Fußgänger-übergang                           |         |          |             |         |          |            | oder         |        |        |         |          |           |        |         |             |          |            |       |          |          |          | oder     |         |         |          |           |            | oder   |         |        |                        |
| Sackgasse                                    |         |          |             |         |          |            |              |        |        |         |          |           |        |         |             |          |            |       |          |          |          |          |         |         |          |           |            |        |         |        |                        |
|                                              | Belgien | Dänemark | Deutschland | Estland | Finnland | Frankreich | Griechenland | Irland | Island | Italien | Lettland | Luxemburg | Moldau | Spanien | Niederlande | Norwegen | Österreich | Polen | Portugal | Rumänien | Russland | Schweden | Schweiz | Serbien | Slowakei | Slowenien | Tschechien | Türkei | Ukraine | Ungarn | Vereinigtes Königreich |
| Krankenhaus/ Spital                          |         |          |             |         |          |            |              |        |        |         |          | oder      |        |         |             |          |            |       | oder     |          |          |          | oder    |         |          |           |            |        |         |        | oder                   |
| Erste Hilfe                                  |         |          |             |         |          |            |              |        |        |         |          |           |        |         |             |          |            |       |          |          |          |          |         |         |          |           |            |        |         |        |                        |
|                                              | Belgien | Dänemark | Deutschland | Estland | Finnland | Frankreich | Griechenland | Irland | Island | Italien | Lettland | Luxemburg | Moldau | Spanien | Niederlande | Norwegen | Österreich | Polen | Portugal | Rumänien | Russland | Schweden | Schweiz | Serbien | Slowakei | Slowenien | Tschechien | Türkei | Ukraine | Ungarn | Vereinigtes Königreich |

### Wegweiser (Richtzeichen)
|                                     | Belgien       | Dänemark | Deutschland | Finnland      | Frankreich    | Griechenland  | Irland        | Island        | Italien       | Kroatien | Luxemburg | Niederlande   | Norwegen      | Österreich    | Spanien       | Polen         | Russland & Belarus | Schweden      | Schweiz       | Slowakei | Slowenien     | Tschechien    | Ukraine       | Ungarn        | Vereinigtes Königreich |
| ----------------------------------- | ------------- | -------- | ----------- | ------------- | ------------- | ------------- | ------------- | ------------- | ------------- | -------- | --------- | ------------- | ------------- | ------------- | ------------- | ------------- | ------------------ | ------------- | ------------- | -------- | ------------- | ------------- | ------------- | ------------- | ---------------------- |
| Pfeilwegweiser                      |               |          |             |               |               |               |               |               |               |          |           |               |               | (alt)         | Nicht benutzt |               |                    |               |               |          |               |               | Nicht benutzt |               | Nicht benutzt          |
| Tabellenwegweiser                   |               |          |             |               | Nicht benutzt |               | Nicht benutzt | Nicht benutzt | Nicht benutzt |          |           | Nicht benutzt |               | Nicht benutzt | Nicht benutzt |               |                    |               |               |          |               | Nicht benutzt |               |               | ?                      |
| Tabellenwegweiser (aufgelöste Form) | Nicht benutzt |          |             | Nicht benutzt |               | Nicht benutzt | Nicht benutzt |               |               |          |           |               | Nicht benutzt | Nicht benutzt |               | Nicht benutzt | Nicht benutzt      | Nicht benutzt | Nicht benutzt |          | Nicht benutzt |               | Nicht benutzt | Nicht benutzt | ?                      |
|                                     | Belgien       | Dänemark | Deutschland | Finnland      | Frankreich    | Griechenland  | Irland        | Island        | Italien       | Kroatien | Luxemburg | Niederlande   | Norwegen      | Österreich    | Spanien       | Polen         | Russland & Belarus | Schweden      | Schweiz       | Slowakei | Slowenien     | Tschechien    | Ukraine       | Ungarn        | Vereinigtes Königreich |

### Grenzübergänge
|                                          | Belgien                                                                                 | Flandern                                                                                           | Dänemark | Deutschland | Estland | Finnland | Frankreich | Griechenland | Irland | Island | Italien | Lettland | Spanien | Luxemburg | Moldau | Niederlande | Norwegen | Österreich | Polen | Portugal | Rumänien | Russland | Schweden | Schweiz | Serbien | Slowakei | Slowenien | Spanien | Tschechien | Türkei | Ukraine | Ungarn | Vereinigtes Königreich |
| ---------------------------------------- | --------------------------------------------------------------------------------------- | -------------------------------------------------------------------------------------------------- | -------- | ----------- | ------- | -------- | ---------- | ------------ | ------ | ------ | ------- | -------- | ------- | --------- | ------ | ----------- | -------- | ---------- | ----- | -------- | -------- | -------- | -------- | ------- | ------- | -------- | --------- | ------- | ---------- | ------ | ------- | ------ | ---------------------- |
| Grenzübergang                            | oder                                                                                    | Grenzschild für Flandern, an Bezirksgrenze zu Wallonien, mit Gemeindegrenzschild für Menen (Menin) |          |             | oder    | oder     |            |              |        |        |         |          |         |           |        |             |          |            |       |          |          |          |          |         |         |          |           |         |            |        |         |        |                        |
| Allgemeine Geschwindigkeits-begrenzungen | Altes Schild, bis 2017 gültig, aber in Wallonien gilt weiterhin 90 km/h auf Landstraßen | Neues Schild; Ab 2017 gilt in Flandern generell 70 km/h auf Landstraßen                            |          |             |         |          |            |              |        |        |         |          |         |           |        |             |          |            |       |          |          |          |          |         |         |          |           |         |            |        |         |        |                        |
|                                          | Belgien                                                                                 | Flandern                                                                                           | Dänemark | Deutschland | Estland | Finnland | Frankreich | Griechenland | Irland | Island | Italien | Lettland | Spanien | Luxemburg | Moldau | Niederlande | Norwegen | Österreich | Polen | Portugal | Rumänien | Russland | Schweden | Schweiz | Serbien | Slowakei | Slowenien | Spanien | Tschechien | Türkei | Ukraine | Ungarn | Vereinigtes Königreich |

### Kontrollstellen
|                  | Belgien       | Dänemark      | Deutschland   | Finnland      | Frankreich    | Griechenland  | Irland        | Island        | Italien       | Kroatien | Luxemburg     | Niederlande   | Norwegen      | Österreich    | Polen         | Spanien | Russland & Belarus | Schweden      | Schweiz       | Slowakei      | Slowenien     | Tschechien | Ukraine       | Ungarn        | Vereinigtes Königreich |
| ---------------- | ------------- | ------------- | ------------- | ------------- | ------------- | ------------- | ------------- | ------------- | ------------- | -------- | ------------- | ------------- | ------------- | ------------- | ------------- | ------- | ------------------ | ------------- | ------------- | ------------- | ------------- | ---------- | ------------- | ------------- | ---------------------- |
| Zoll             |               | Nicht benutzt |               |               |               |               | Nicht benutzt | Nicht benutzt |               |          |               | oder          |               |               |               |         |                    | oder          | oder          |               |               |            |               | oder          | Nicht benutzt          |
| Polizei          | Nicht benutzt | Nicht benutzt |               |               | oder          | Nicht benutzt | Nicht benutzt | Nicht benutzt |               |          | Nicht benutzt | Nicht benutzt | Nicht benutzt | Nicht benutzt | Nicht benutzt |         | Nicht benutzt      | Nicht benutzt | oder          |               |               |            | Nicht benutzt |               |                        |
| Maut             |               | Nicht benutzt | oder          | Nicht benutzt |               |               | Nicht benutzt |               |               |          | Nicht benutzt | Nicht benutzt |               | Nicht benutzt |               | oder    | Nicht benutzt      |               | Nicht benutzt | Nicht benutzt |               | und        | Nicht benutzt |               |                        |
| Andere Kontrolle | Nicht benutzt |               | Nicht benutzt | Nicht benutzt | Nicht benutzt | Nicht benutzt | Nicht benutzt | Nicht benutzt | Nicht benutzt |          | Nicht benutzt |               |               | Nicht benutzt | oder          |         |                    |               | Nicht benutzt | Nicht benutzt | Nicht benutzt |            |               | Nicht benutzt | Nicht benutzt          |
|                  | Belgien       | Dänemark      | Deutschland   | Finnland      | Frankreich    | Griechenland  | Irland        | Island        | Italien       | Kroatien | Luxemburg     | Niederlande   | Norwegen      | Österreich    | Polen         | Spanien | Russland & Belarus | Schweden      | Schweiz       | Slowakei      | Slowenien     | Tschechien | Ukraine       | Ungarn        | Vereinigtes Königreich |

### Ortseingang- und Ortsausgangtafeln
| Belgien | Dänemark | Deutschland | Finnland | Frankreich | Griechenland | Irland | Island | Italien | Kroatien | Luxemburg | Niederlande | Norwegen | Österreich | Polen | Russland | Spanien | Schweden | Schweiz | Slowakei | Slowenien | Tschechien | Ukraine | Ungarn | Vereinigtes Königreich |
| ------- | -------- | ----------- | -------- | ---------- | ------------ | ------ | ------ | ------- | -------- | --------- | ----------- | -------- | ---------- | ----- | -------- | ------- | -------- | ------- | -------- | --------- | ---------- | ------- | ------ | ---------------------- |
|         |          |             |          |            |              |        |        |         |          | oder      |             |          |            |       |          |         |          |         |          |           |            |         |        |                        |